# Burg Warberg
Die Burg Warberg liegt in der Gemeinde Warberg am Ostrand des Höhenzuges Elm im östlichen Niedersachsen. Gegründet wurde die Wasserburg in den ersten Jahrzehnten des 13. Jahrhunderts von den Edlen von Warberg, deren Stammsitz sie über Jahrhunderte war. Sie ist eine Nachfolgeanlage zu der 1199 zerstörten und zwei Kilometer südwestlich am Elmhang liegenden Alten Burg Warberg.

## Beschreibung

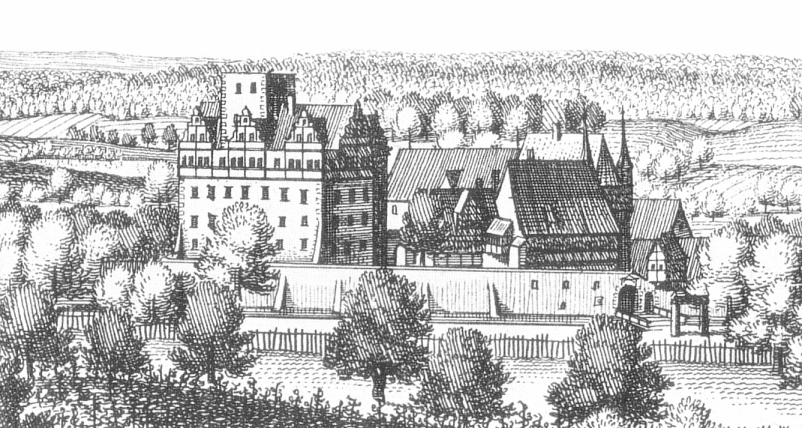
Burg Warberg auf einem Merian-Kupferstich von 1654

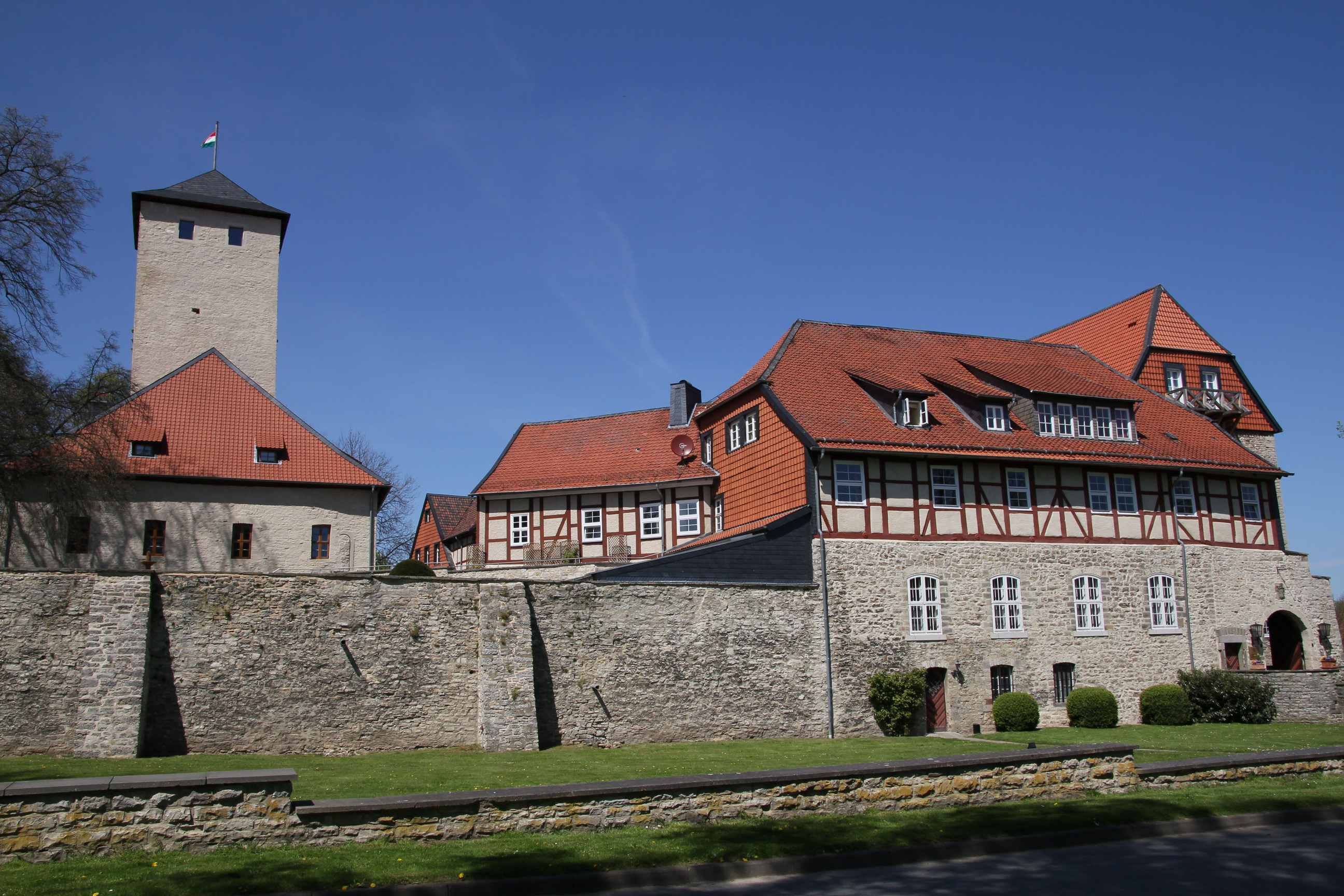
Gesamtansicht

Die Neue Burg in Warberg ist in eine südwestliche Oberburg und eine nordöstliche Unterburg aufgeteilt. Kern der Oberburg ist ein fast quadratischer, mit Schießscharten versehener Bergfried von ca. 8 m Seitenlänge und 19 m Höhe. Ihn umschließt ein einstöckiges Gebäude, welches mit einem Schmuckportal aus der 2. Hälfte des 16. Jahrhunderts versehen ist. Dies bildet das Untergeschoss eines Baus, der auf dem Merianstich von 1654 noch dreistöckig mit Renaissancegiebeln erscheint. Das Plateau der Oberburg ist zur Unterburg durch eine Stützmauer abgetrennt. Der Hof der Unterburg ist auf drei Seiten von Gebäuden umgeben, darunter das dreigeschossige, steinerne Haupthaus und die 1346 erstmals erwähnte Kapelle. Den nördlichen Abschluss bildet ein Fachwerkneubau auf einem steinernen Untergeschoss, das ursprünglich zur Brennerei gehörte.
Im Osten und Westen der Anlage sind noch die Reste des bis zu 15 m breiten Burggrabens vorhanden. Zudem erstreckt sich im Südwesten noch ein vorgelagerter Wall von 38 m Länge, 14 m Breite und 3,8 m Höhe. Die im Merianstich abgebildete Ringmauer besitzt im Süden einen anderen Verlauf als die heutige.

## Geschichte

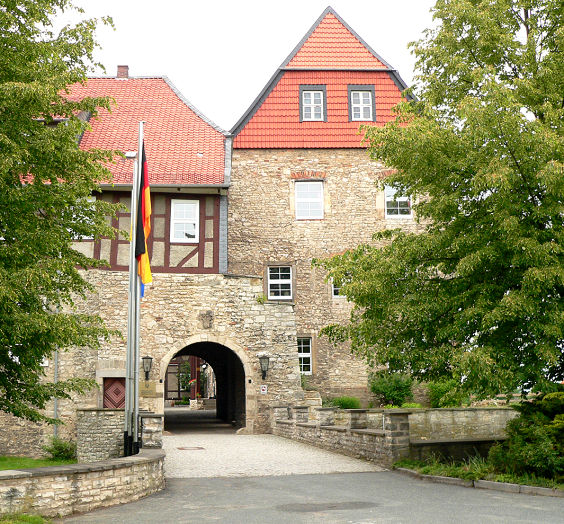
Tor und Brücke über den Burggraben

Nachdem die zwei Kilometer entfernte Warburg Silvester 1199 durch den Magdeburger Erzbischof Ludolf von Kroppenstedt zerstört worden war, erbauten die Edlen von Warberg während der ersten Jahrzehnte des 13. Jahrhunderts an neuer Stelle die Burg Warberg. Zu den Bauten der ersten Stunde zählt zweifelsohne der Bergfried der Anlage. Um diesen herum bauten die Freiherren von Warberg im 14. Jahrhundert ein Herrenhaus, das während des Dreißigjährigen Krieges stark in Mitleidenschaft gezogen wurde. Im Jahre 1356 wurde die Burg in einer Fehde mit dem Erzbischof von Magdeburg schwer beschädigt. Die Anlage wurde darauf größer und wehrhafter wieder aufgebaut. Ab dem 16. Jahrhundert erfolgte der wirtschaftliche Niedergang der Herren von Warberg, in dessen Folge sie 1568/69 ihre bisher bestehende Reichsunmittelbarkeit aufgeben und die Burg von den Herzögen von Braunschweig-Wolfenbüttel zu Lehen nehmen musste.
Herzog August von Braunschweig-Wolfenbüttel zog Warberg 1650 als erledigtes Lehen ein. Die Anlage wurde als Amtssitz und ab 1686 als Domäne genutzt.
1758 übernahm der künftige Preußische Oberamtmann, Braunschweig-Lüneburgische Drost, Unternehmer, Landesverbesserer und vielfache Domänen- und Rittergutsbesitzer Georg Wilhelm Wahnschaffe die Pacht der Domäne Warberg, wo er in der Burg (mit Brennerei) seinen neuen Amts- und Wohnsitz nahm.
Nachdem Warberg 1918 zur Staatsdomäne geworden war, erwarb der Schulverein Reichs-Landhandelsschule die Burganlage im Jahr 1938 und ließ sie bis 1942 umfassend umbauen, um dort die Reichshandelsschule zu betreiben. Bei den Umbaumaßnahmen wurde auf die historische Bausubstanz der Burg nur wenig Rücksicht genommen.
Nachdem die Anlage während des Zweiten Weltkriegs als Lazarett und in der Zeit von 1948 bis 1955 als Tuberkulose-Krankenhaus des Landkreises Helmstedt gedient hatte, dient Burg Warberg seit 1955 als Ausbildungsstätte der „Bundeslehranstalt Burg Warberg“, einer privaten Fachschule des Agrarhandels.
Seit 1999 wurden unter Beteiligung des „Freundeskreis Burg Warberg“ Sanierungsarbeiten an der Oberburg durchgeführt, die bis 2004 andauerten. Im Jahr 2005 erfolgten weitere Erhaltungsmaßnahmen an der Niederburg.